# Salvia pachyphylla
Salvia pachyphylla är en kransblommig växtart som beskrevs av Carl Clawson Epling och Philip Alexander Munz. Salvia pachyphylla ingår i släktet salvior, och familjen kransblommiga växter.

## Underarter
Arten delas in i följande underarter:
- S. p. eremopictus
- S. p. pachyphylla